# Stenosomides synesia
Stenosomides synesia là một loài bướm đêm trong họ Noctuidae.